# Ahatsa-Altzieta-Bazkazane
Ahatsa-Altzieta-Bazkazane (en francès i oficialment Ahaxe-Alciette-Bascassan), és una comuna de la Nafarroa Beherea (Baixa Navarra), un dels set territoris que formen Euskal Herria, al departament dels Pirineus Atlàntics i a la regió de la Nova Aquitània. Limita amb les comunes de Duzunaritze-Sarasketa al nord, Donazaharre al nord-oest, Aintzila a l'oest, i Ezterenzubi i Lekunberri al sud.
Administrativament, també depèn del Districte de Baiona i del cantó de Donibane Garazi. Es troba travessada pel Laurhibar, afluent del riu Niva. La comuna està formada per 3 antigues parròquies (Ahatsa, Altzieta i Bazkazane) que es van convertir en comunes després de la Revolució Francesa i que posteriorment, l'11 de juny de 1842, es van fusionar en una única comuna.

## Demografia
| 1901 | 1962 | 1968 | 1975 | 1982 | 1990 | 1999 |
| --- | ---- | ---- | ---- | ---- | ---- | ---- |
| 576 | 344  | 335  | 307  | 265  | 263  | 320  |
| A partir de 1962, el cens té en compte la població resident definida com a "Population sans doubles comptes" per l'INSEE |      |      |      |      |      |      |